# Charles Diehl
Charles Diehl (Estrasburgo, 4 de julio de 1859-París, 1 de noviembre de 1944) fue un historiador francés, especialista en la historia de Bizancio y en arte bizantino y una autoridad en este ámbito.

## Biografía
Recibió su educación en la Escuela Normal Superior, y más tarde impartió clases de historia bizantina en la Universidad de Nancy y después en La Sorbona. Fue miembro de la Escuela Francesa de Roma (1881-1883) y de la Escuela Francesa de Atenas. En 1910 se convirtió en miembro de la Academia de las inscripciones y lenguas antiguas (en la que fue elegido presidente en 1921). Fue condecorado Gran Oficial de la Legión de Honor en 1939.
Su legado fue rescatado por su alumno Louis Bréhier (1868-1951).

## Obras selectas
Diehl fue autor de influyentes libros sobre la historia de Bizancio y el arte bizantino.
- Byzance, grandeur et décadence (1919). Edición española: Grandeza y servidumbre de Bizancio. Madrid, Espasa-Calpe (Colección Austral, n.º 1324), 1963. Traducción de Augusto E. Lorenzana.
- Une république patricienne: Venise (1918). Edición española: Una república de patricios: Venecia. Madrid, Espasa-Calpe (Colección Austral, n.º 1309), 1961. Traducción de Augusto E. Lorenzana.
- L'Art byzantin dans L'Italie méridionale, (1894).
- L'Afrique byzantine. Histoire de la domination byzantine en Afrique (533–709), (1896).
- Justinien et la Civilisation byzantine au 6. Siècle, (1901).
- Theodora, Imperatrice de Byzance, (1904).
- Figures Byzantines, (1906–1908).
- Excursions archéologiques en Grèce, (1908).
- Manuel d'art byzantin, (1910).
- Histoire de l'empire byzantin, (1920).
- L'Art chrétien primitif et l'art byzantin, (1928).
- La Peinture byzantine, (1933).
- Les Grands Problèmes de l'Histoire Byzantine, (1943).

## Órdenes y empleos

### Órdenes

#### República Francesa

##### Orden de la Legión de Honor
- 5 de abril de 1903: Caballero.[2]
- 12 de abril de 1919: Oficial (concedida en el Palacio del Elíseo, por el presidente de la República Raymond Poincaré).[3]
- 2 de junio de 1925: Comendador.[4]
- 14 de junio de 1939: Gran Oficial.[5]

### Empleos[6]
- Academia de Inscripciones y Lenguas Antiguas.
  - 1921: Presidente.
  - 2 de diciembre de 1910: Miembro.
  - 1897: Miembro correspondiente.
- Miembro de la Real Academia Serbia.
- Miembro correspondiente de la Academia Medieval de América (Medieval Academy of America).
- Miembro de la Sociedad para los Estudios Bizantinos.
- Miembro de honor de la Sociedad para la Promoción de los Estudios Helénicos.
- Miembro de la Real Diputación Véneta de Historia (Reale Deputazione veneta di Storia)
- Miembro correspondiente de la Academia de Rumania.
- Miembro correspondiente de la Academia Imperial de Ciencias de Rusia
- Miembro correspondiente de la Real Academia de la Historia de España.
- Universidad de la Sorbona.
  - 1907: Profesor de Historia de Bizancio.
  - 1904 - 1907: Profesor adjunto
  - 1899 - 1904: Encargado de un curso complementario de historia de Bizancio.
- Universidad de Nancy.
  - 1891 - 1904: Profesor de Historia de Bizancio
  - 1885 - 1891: Maître de conferences
- 1888:  Doctor en letras.
- 1882-1885: Alumno de la Escuela Francesa de Atenas.
- 1881-1882: Alumno de la Escuela Francesa de Roma.